# Hybomitra medeirosi
Hybomitra medeirosi är en tvåvingeart som beskrevs av Travassos Santos Dias 1989. Hybomitra medeirosi ingår i släktet Hybomitra och familjen bromsar.
Artens utbredningsområde är Portugal. Inga underarter finns listade i Catalogue of Life.